# Saalborn
Saalborn ist ein Ortsteil der Stadt Blankenhain im Landkreis Weimarer Land in Thüringen.

## Geografie
Unweit der Bundesstraße 85 und durch eine Ortsverbindungsstraße daran angebunden, liegt Saalborn halben Weges zwischen Blankenhain und Bad Berka. Die Gemarkung des Ortes ist bis auf die natürlichen Pforten ringsum  mit bewaldeten Anhöhen und Bergen umschlossen. Das Dorf liegt 339 m über NN.

## Geschichte
Am 7. August 1136 war die urkundliche Ersterwähnung des Ortes, der damals zur Grafschaft Berka gehörte. Der Name Saalborn weist auf eine Quelle im Riedgras hin. Einst gab es hier Heimweber und Korbflechter sowie eine Ziegelei. Der Ort besitzt 216 Einwohner. Im ehemaligen Rittergut ist ein Wohnheim des Lebenshilfewerkes Weimar-Apolda untergebracht. In der ehemaligen Schule hat der Heimatverein sein Domizil.

Die Eisenbahnverbindung mit dem Bahnhof Saalborn nach Weimar bestand mit der Weimar-Berka-Blankenhainer Eisenbahn zwischen 1887 und 1967.

## Sehenswürdigkeiten
- Die Kirche ist aus dem 12. Jahrhundert.[3] 1888[4] fand man auf dem Kirchenboden ein einzigartiges und wertvolles Kleinod, ein romanisches Vortragekreuz aus Kupfer mit Spuren früherer Vergoldung. Im Jahre 1422 wurde erstmals eine Pfarrei erwähnt. Sie wurde aber 1896 aufgehoben und wurde Filiale von Blankenhain.[5] Gegenüber dem Kircheneingang befinden sich alte Grabsteine, darunter ein Stein mit einem Davidsstern.

- Sehenswert ist auch die schöne Friedhofskapelle, die hoch über den Gräbern thront.
- Wenige Meter neben der Friedhofskapelle steht außerdem eine Eibe, die 1968 als Naturdenkmal eingestuft wurde. Sie gilt als größte Eibe in Thüringen[6] und wurde vermutlich 1856 gepflanzt[7]. Für eine Eibe, die mehrere hundert Jahre alt werden kann, ist sie damit sogar verhältnismäßig jung.

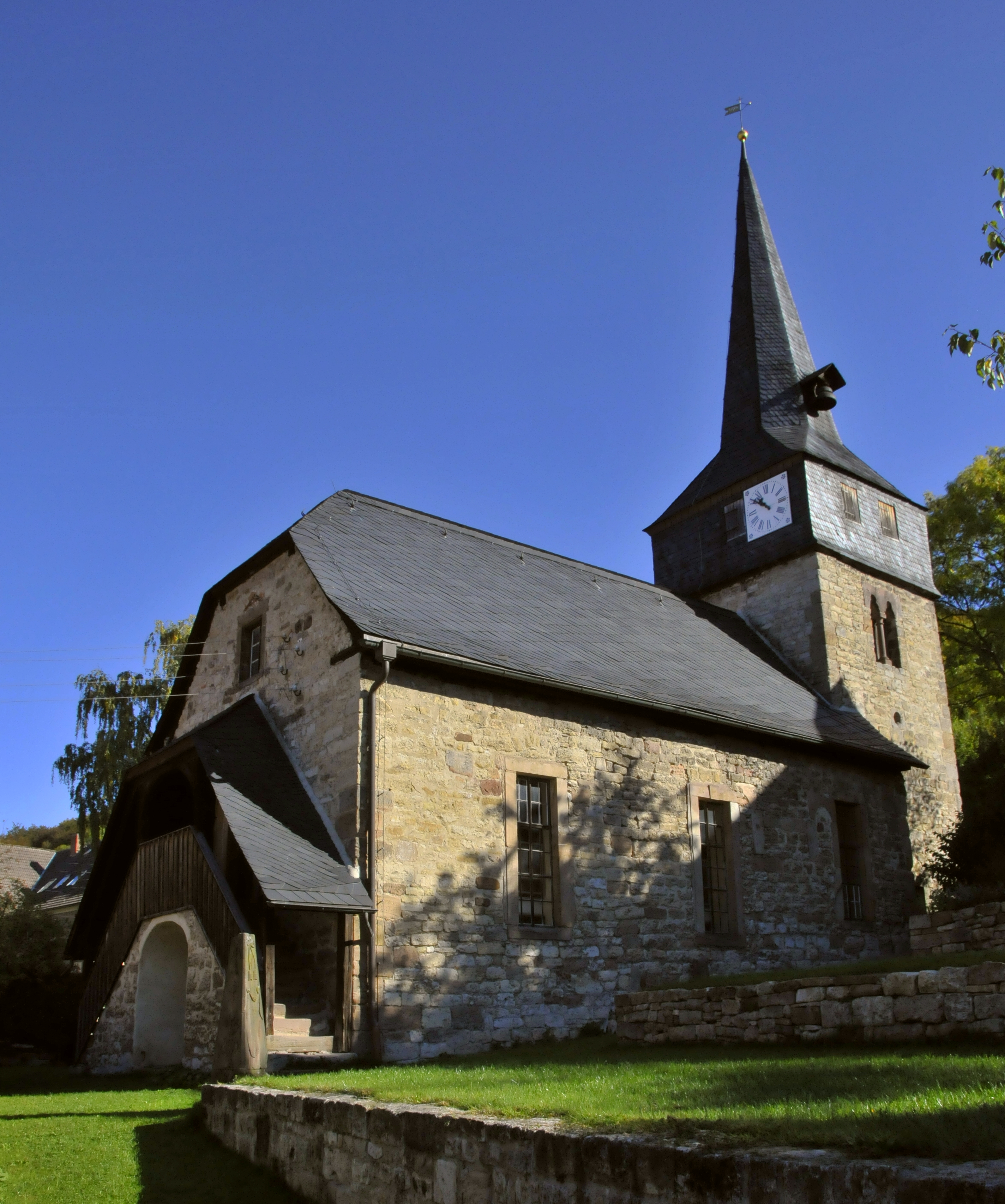
Dorfkirche
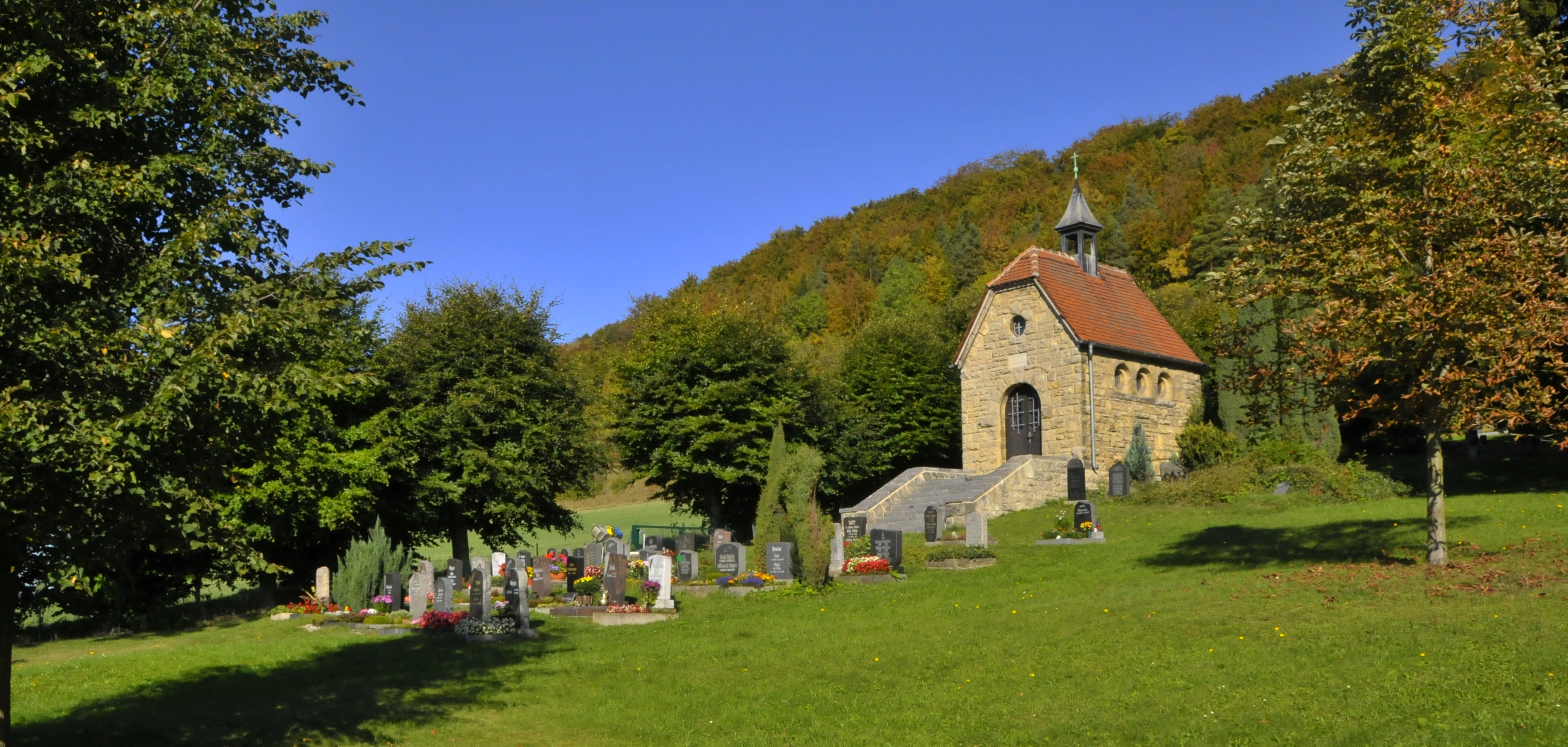
Friedhof mit Kapelle
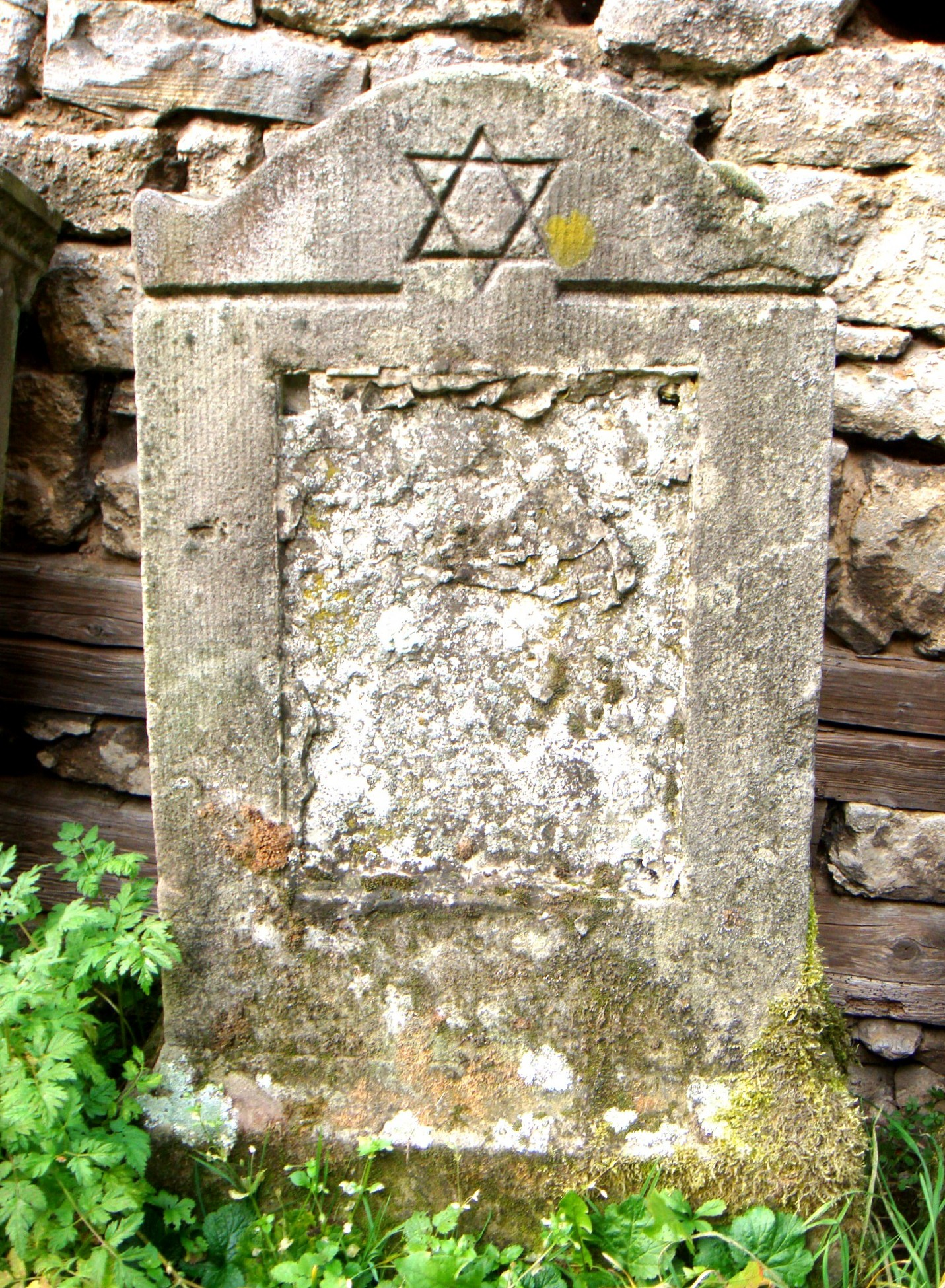
Jüdischer Grabstein auf dem Kirchhof

## Persönlichkeiten
- Johann Gottlob Bernstein (1747–1835), Arzt und Medizinprofessor
- Werner Vogel (1902–unbekannt), Jurist und Landrat